# Roots Rock Riot
Roots Rock Riot (с англ. — «Радикальный рок-бунт») — второй студийный альбом британской регги-рок-группы Skindred, выпущенный лейблом Bieler Bros. Records. Релиз пластинки состоялся 23 октября 2007 года.

## Об альбоме
Roots Rock Riot был записан в течение 2007 года в Bieler Bros. Studios. Продюсером альбома был Мэтт Сквайр, а микшированием занимался Рик Воли, который уже сотрудничал с группой во время работы над дебютным альбомом Skindred Babylon.
Презентация альбома была проведена 20 сентября 2007 в клубе Scala в Лондоне, а 23 октября Roots Rock Riot официально поступил в продажу. За первую неделю диск был продан тиражом 3200 копий в США.

## Список композиций
1. «Roots Rock Riot» — 3:02
2. «Trouble» — 3:49
3. «Rat Race» — 3:22
4. «State of Emergency» — 4:03
5. «Alright» — 3:09
6. «Destroy the Dancefloor» — 3:44
7. «Rude Boy for Life» — 4:11
8. «Killing Me» — 4:19
9. «Spit out the Poison» — 3:47
10. «Cause Ah Riot» — 3:05
11. «Ease Up» — 4:00
12. «Choices and Decisions» — 4:39[2]
13. «Days Like These» (бонус-трек iTunes-версии) — 3:42
14. «It’s a Crime» (бонус-трек японского издания) — 3:18

## Участники записи
Skindred
- Бенжи Уэббе — вокал
- Дэн Пагсли — бас-гитара
- Mikeydemus — гитара, программирование
- Арья Гоггин — ударные

Дополнительный персонал
- Райан Маир — труба
- Эндрю Броштейн — тромбон
- Эмилия Меттенбрик, Крис Фишер — скрипка
- Наоми Грей — виолончель
- Мэтт Сквайр — продюсирование
- Джордан Шмидт, Мэтт ЛеПлант — инженеры
- Майкл Фаллер, Рик Воли — микширование, мастеринг
- Тим Фокс, Джейсон Репосер — дизайн

## История релиза
| Дата            | Территория     | Лейбл                | Формат(ы) |
| --------------- | -------------- | -------------------- | --------- |
| 23 октября 2007 | США            | Bieler Bros. Records | CD        |
| 29 октября 2007 | Великобритания | Bieler Bros. Records | CD        |